# Katarzyna Zdziebło
Katarzyna Zdziebło, née le 28 novembre 1996, est une marcheuse polonaise. Double vice-championne du monde du 20 km et du 35 km à Eugene en 2022, elle est également vice-championne d'Europe du 20 km à Munich la même année.

## Biographie
Lors championnats du monde d'athlétisme 2022 à Eugene, Katarzyna Zdziebło signe un doublé en argent sur 20 et 35 km marche, en terminant à chaque fois derrière la Péruvienne Kimberly Garcia et devant la Chinoise Qieyang Shijie,. Elle améliore son record personnel lors de chaque course, réalisant 1 h 27 min 31 s sur le 20 km et 2 h 40 min 03 s sur le 35 km.
Un mois plus tard, la Polonaise décroche une nouvelle médaille d'argent sur 20 km aux championnats d'Europe d'athlétisme de Munich. Avec le temps de 1 h 29 min 20 s, elle échoue à 17 secondes de la vainqueur grecque Antigoni Drisbioti.

## Palmarès
| Date | Compétition                       | Lieu       | Résultat | Épreuve         | Temps           |
| ---- | --------------------------------- | ---------- | -------- | --------------- | --------------- |
| 2013 | Championnats du monde jeunesse    | Donetsk    | 8e       | 5 000 m marche  | 23 min 50 s 37  |
| 2014 | Championnats du monde juniors     | Eugene     | 11e      | 10 000 m marche | 47 min 10 s 01  |
| 2015 | Championnats d'Europe juniors     | Eskilstuna | 10e      | 10 000 m marche | 46 min 31 s 38  |
| 2016 | Championnats du monde par équipes | Rome       | 48e      | 20 km marche    | 1 h 35 min 20 s |
| 2021 | Jeux olympiques                   | Tokyo      | 10e      | 20 km marche    | 1 h 31 min 29 s |
| 2022 | Championnats du monde             | Eugene     | 2e       | 20 km marche    | 1 h 27 min 31 s |
| 2022 | Championnats du monde             | Eugene     | 2e       | 35 km marche    | 2 h 40 min 03 s |
| 2022 | Championnats d'Europe             | Munich     | 2e       | 20 km marche    | 1 h 29 min 20 s |

## Records
| Épreuve      | Performance          | Lieu   | Date            |
| ------------ | -------------------- | ------ | --------------- |
| 20 km marche | 1 h 27 min 31 s (NR) | Eugene | 15 juillet 2022 |
| 35 km marche | 2 h 40 min 03 s      | Eugene | 22 juillet 2022 |